# Aurelian (powieść)
Aurelian (oryg. fr. Aurélien) – powieść Louisa Aragona wydana po raz pierwszy w 1944, ostatni tom cyklu Świat rzeczywisty. 

## Okoliczności powstania utworu
Louis Aragon pisał Aureliana w latach 1940–1943. Jak sam następnie tłumaczył, dzieło miało trzy zasadnicze źródła inspiracji: osobiste doświadczenia autora oraz jego przyjaciela Drieu la Rochelle związane z I wojną światową i następującą po niej demobilizacją, powieść La fin de Chéri oraz utwór żony autora, Elsy Triolet, Le cheval blanc, powstały w tym samym okresie, co Aurelian. Czwarta i ostatnia część Świata rzeczywistego miała stanowić konkluzję szeregu podjętych w cyklu problemów: celu życia człowieka, miłości i jej miejsca w życiu jednostki, sytuacji społecznej Francji jako kraju zaawansowanego kapitalizmu. Podobnie jak w przypadku poprzednich tomów cyklu, autor zamierzał nadać dziełu wyrazistą wymowę ideologiczną w duchu marksizmu, zaś tytułowego bohatera uczynić jedną z negatywnych postaci całego Świata rzeczywistego. Ostatecznie jednak postanowił odejść od jednoznacznego wartościowania ukazanych postaci i zdarzeń oraz zmienił zakończenie (w pierwotnym Aurelian stawał się nazistowskim kolaborantem), by więcej miejsca poświęcić fenomenowi miłości. 

## Treść
Akcja utworu rozpoczyna się w 1921. Trzydziestoletni Aurelian Leurtillois wygodnie żyje z odsetek, jednak nie jest w stanie przezwyciężyć piętna I wojny światowej, w której brał udział - życie cywilne wydaje mu się nudne i bezcelowe. Spotyka Berenikę, żonę farmaceuty Lucjana Morela i kuzynkę Edmunda Barbentane'a, żonatego z córką przemysłowca Quesnela Blanchette. Intelektualna pustota męża skłania Berenikę do nawiązania romansu z Aurelianem, kobieta nie chce jednak angażować się w długą i kosztowną sprawę rozwodową. 
Aurelian, choć deklaruje miłość do Bereniki, nie jest w stanie zerwać ze środowiskiem hazardzistów i hulaków, w którym się dotąd obracał, co doprowadza ją w końcu do zerwania związku i nawiązania nowego romansu z poetą dadaistycznym. Przypadkowe spotkanie z Aurelianem wstrząsa nią; kobieta wraca do męża, chociaż nie może zapomnieć o swoim kochanku z Paryża. Również Aurelian, starający się zapomnieć o miłości poprzez podróże, ciągle ma w pamięci Berenikę. W tym czasie rozpada się małżeństwo Edmunda Barbentane'a, który poślubia matkę pierwszej żony, swoją dawną kochankę Carlottę po śmierci Quesnela. Rujnuje Aureliana, który powierzył mu nadzór nad swoim majątkiem, i zmusza go tym samym do podjęcia pracy fizycznej w fabryce. 
Finałowa scena utworu rozgrywa się w 1940, w małej wsi francuskiej zajętej przez Niemców: Aurelian, już żonaty, mający dzieci, przypadkowo spotyka Berenikę. Nie są jednak w stanie rozmawiać ze sobą jak dawniej: podczas gdy on pogodził się z klęską Francji, ona chciałaby działać, podjąć walkę. W trakcie jazdy samochodem pocisk artyleryjski rani Aureliana w rękę. Mężczyzna dopiero po pewnym czasie zauważa, że ta sama kula zabiła siedzącą obok Berenikę.

## Cechy i wymowa utworu

### Aurelianjako obraz epoki
Aurelian jest portretem "straconego pokolenia" - ludzi, którzy uczestniczyli w I wojnie światowej, a po jej zakończeniu nie mogli odnaleźć się w społeczeństwie. Aurelian nie widzi sensu cywilnego życia, nie umie nawiązywać relacji międzyludzkich. Chociaż kocha Berenikę, nie jest w stanie doprowadzić tego związku do szczęśliwego finału. Na jego postawę wpływa również środowisko paryskiego wielkiego świata, w którym się obraca - środowisko ludzi cynicznych, którego symbolem jest Edmund Barbentane i jego stosunki z Carlottą Quesnel i jej córką Blanchette. W odróżnieniu od Piotra, bohatera Pasażerów z dyliżansu, Aurelian dodatkowo w miarę obracania się w tym środowisku przyjmuje poglądy radykalnie prawicowe, a w finale utworu ma poczucie podwójnej klęski - prywatnej i klęski całej Francji, której przyczyn jednak nie jest w stanie zrozumieć. 
Zofia Jaremko-Pytowska podkreśla, że w odróżnieniu od poprzednich tomów Świata rzeczywistego Aragon, nawet kreśląc szersze tło społeczne głównego wątku utworu, zrezygnował ze scen zbiorowych, skupiając się na psychologii głównych bohaterów. Autorka ta nazywa Aureliana i Berenikę "pierwszymi pełnokrwistymi kreacjami psychologicznymi Aragona". Jest to pierwszy utwór tego autora, w którym czynniki psychologiczne i społeczne zostały uznane za równie istotne w procesie kształtowania losów jednostek.

### Kreacja bohaterów
W porównaniu z poprzednimi tomami Świata rzeczywistego bohaterów Aureliana cechuje niespotykana wcześniej psychologia postaci. Znacznie żywiej opisane zostało również środowisko, w którym otacza się tytułowa postać - chociaż część pojawiających się w nim bohaterów występowała już w poprzednich powieściach Aragona, w Aurelianie zostali oni opisani w inny sposób, bardziej liryczny i poetycki.
Kluczową postacią Aureliana jest Berenika. Jej postępowanie i specyficzny sposób postrzegania świata prowadzi do całkowitej zmiany rozłożenia akcentów w utworze. Aragon opisał kobietę techniką wielowymiarową - przedstawiając Berenikę tak, jak postrzega ją Aurelian, umożliwia czytelnikowi poznanie nie tylko obrazu bohaterki w oczach mężczyzny, ale i jego własnego ideału kobiecości, formatu intelektualnego, doświadczeń życiowych i wewnętrznych emocji. Z kolei charakterystyka Bereniki i jej relacje z Aurelianem oddawane są poprzez ukazywanie zmiany w postrzeganiu przez nich otaczającego ich świata, do jakiego dochodzi pod wpływem ich miłości. W odróżnieniu od innych bohaterek kobiecych Świata rzeczywistego (Katarzyna, Diana) Berenika nie jest kształtowana przez swoje środowisko i w swoim zachowaniu pozostaje całkowicie odeń autonomiczna.

### Elementy autobiograficzne
Postać Aureliana posiada wyraźne cechy autobiografii samego pisarza. Aragon, podobnie jak jego bohater, był uczestnikiem I wojny światowej, a doświadczenie to wywarło wpływ na całe jego późniejsze życie. Również pochodzenie społeczne i wykształcenie Aureliana są zbliżone do tego, jakie posiadał pisarz. Innym istotnym elementem autobiograficznym jest przedstawienie w powieści środowiska nadrealistów, ich manifestów artystycznych oraz publicznych wystąpień, a zatem oddanie obrazu otoczenia Aragona z początków jego twórczości literackiej.

### Wątek miłosny
Aurelian stanowi kontynuację refleksji nad miłością, jaka przewijała się w całym cyklu Świat rzeczywisty, ze szczególnym wskazaniem na aspekty podjęte w części poprzedniej – Pasażerach z dyliżansu. Miłość jest w utworze siłą rozstrzygającą o postępowaniu postaci. Może ona wyzwalać w człowieku nieznane wcześniej siły moralne i chęć do działania, jest wyjątkową siłą twórczą. W przypadku Aureliana - rentiera, wykluczonego ze świata pracy - mogłaby ona stać się motywem dla głębokiej osobistej przemiany, porzucenia egoistycznego spojrzenia na świat i szerszego zaangażowania w życie społeczne. Sprzyja temu również fakt, że sama Berenika, obiekt uczuć bohatera, jest osobą aktywną, o silnym charakterze. Ostatecznie jednak Aurelian okazuje się niezdolny do działania, które zapewniłoby mu szczęście z ukochaną. Aragon sugerował, że tak rozwiązany życiorys bohatera jest antytezą jego własnej biografii i szczęśliwego małżeństwa z Elsą Triolet.
Równocześnie uczucie zostaje ukazane jako wielka zagadka, której racjonalnych przyczyn nie da się wskazać - Aurelian przy pierwszym spotkaniu z Bereniką uważa ją za brzydką, dopiero później ulega jej czarowi. Z kolei Berenika, zachwycona młodzieńcem od początku, nie chce otwarcie okazywać mu miłości. Jej zachowanie sprawia, że relacja bohaterów staje się ciągłym docieraniem do siebie, poznawaniem drugiej osoby bez nadziei całkowitego jej zrozumienia. Prawdziwa miłość może przy tym istnieć jedynie na poziomie platonicznego wzajemnego zachwytu równolegle z fizycznymi nic nie znaczącymi związkami: po rozstaniu Berenika i Aurelian nawiązują krótkotrwałe romanse, choć cały czas marzą jedynie o sobie. Zagadką jest nie tylko miłość, ale i przyczyna jej klęski: tłumacząc Aurelianowi powody, dla których raz zdradzona postanowiła go opuścić, Berenika nie potrafi wyjaśnić swojej decyzji w racjonalny sposób.

## Recepcja
Aurelian był różnie oceniany przez współczesną Aragonowi krytykę. Część recenzentów o nastawieniu lewicowym uznała, iż pisarz powrócił w powieści do stylu tworzenia z początku swojej działalności i w związku z tym przyjęła utwór nieprzychylnie, zarzucając mu symbolizm i dekadentyzm w miejsce wyrazistego przesłania socjalistycznego. Inni krytycy zestawiali Aureliana z Pasażerami z dyliżansu, które to porównanie miało świadczyć o niższej wartości dzieła.
Wysoko oceniła Aureliana Zofia Jaremko-Pytowska, twierdząc jedynie, iż wartość utworu osłabia niepotrzebny z punktu widzenia fabuły epilog rozgrywający się w 1940. Roger Garaudy uznał powieść za najpiękniejszy utwór Aragona.